# J・リスター・ヒル

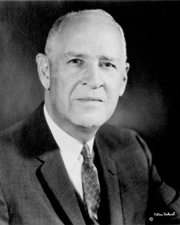
J・リスター・ヒル

ジョーゼフ・リスター・ヒル（Joseph Lister Hill, 1894年12月29日 - 1984年12月21日）はアラバマ州選出の民主党のアメリカ合衆国上院議員。 彼はディクシー・ビブ・グレーヴズの辞職による残された任期を満たすために選出され、1938年1月11日から1969年1月3日まで上院で務め合計5回再選された。彼は7度目の任期に出馬しなかった。

## 生涯
アラバマ州モンゴメリーで、南部で最も優れた外科医の1人、ルーサー・レオニダス・ヒル医師の息子として生まれた。彼は無菌手術の父、ジョゼフ・リスター医師にちなんで名付けられた。モンゴメリーのシュタルケ大学を卒業後、16歳でアラバマ大学に入学、4年後に法律の学位を取得して卒業した。アラバマ大学の学生だった時、彼はデルタ・カッパ・イプシロンのメンバーであった。
彼はまた、アナーバーのミシガン大学法律学校とニューヨークシティのコロンビア大学法科大学院でも法律を勉強した。1916年彼はアラバマ州で弁護士になりモンゴメリーで開業し、1917年から1922年までモンゴメリー教育委員会の会長を務めた。
1923年8月14日、ヒルはアラバマ州第2選挙区の議会選挙で、ジョン・R・タイソンの死亡による補欠選挙で選出された。彼は下院軍事委員会の議長を務め、1938年にヒューゴ・ブラック上院議員の合衆国最高裁への任命に伴い、合衆国上院に任命された。ヒルは続いて1938年4月26日に、翌年の1月3日に任期の終了するディクシー・ビブ・グレーヴズ上院議員の辞職による補欠選挙で、民主党として上院に選出された。その後1938年、1944年、1950年、1956年、1962年にも再選され、1969年1月に引退した。
合衆国上院議員として、ヒルは穏健主義者として知られた。彼は自身数々の分野で優れていたが、環境衛生の分野での彼の画期的な立法で有名であった。彼の名前を擁するおそらく有名な立法には、1946年の病院およびヘルスセンター建設法があり、ヒル＝バートン法としてより知られている。彼はまた、精神障害者向けの施設の建設の援助を供給した1963年のヒル＝ハリス法も後援した。さらに、彼は医学研究への支援を大きく増大させ、国の医学学校や他の研究機関においては、議会でもっとも役に立つ男として認められた。ほかにも彼は、TVA法、地方電話法、地方住宅法、職業的教育法、国防教育法を含む重要な立法を後援した。
ヒルは、学校での人種隔離撤廃を命じたブラウン対教育委員会事件での最高裁の判決を非難する「サザン・マニフェスト」に署名した（ブラウン判決に賛成を投じた最高裁判事でアラバマ人、ヒューゴ・ブラックと親友であったにもかかわらず）。
しかしながら、リスター・ヒルはアラバマ州と南部の下院議員であるのと同時に、非常に国の人物であった。彼の議会での長年の間、彼は時々、自身の道義心から南部の同僚を裏切った。例えば、多くの議会の南部人が反対があったが、彼は教育のために取っておくべき歳入で連邦が海底油田を管理することに賛成した。
ヒルは1941年から1947年まで上院多数党院内幹事を務めた。彼は退役兵の教育、健康、病院、図書館、労使関係の重要な立法を担当する、上院労働公共福祉委員会の議長でもあった。さらに彼は上院予算委員会の幹部メンバーで、上院民主党政策委員会のメンバーであった。
彼はアラバマ大学とオーバーン大学を含む13のカレッジと大学から名誉号を受け取った。彼はメソジストで、フリーメイソンで、第一次世界大戦での合衆国陸軍の第17および第71歩兵連隊の退役兵で、アメリカン・レジョンのメンバーであった。1968年にはメアリー・ウッダード・ラスカー公益事業賞、1969年には米国科学アカデミーより公共福祉メダルを受賞した。
ヒルは1984年12月21日、アラバマ州モンゴメリーで死去し、グリーンウッド墓地に埋葬されている。